# فرودگاه تولوکسک
فرودگاه تولوکسک (به انگلیسی: Tuluksak Airport) یک فرودگاه همگانی با کد یاتا TLT است که یک باند فرود شن و خاک دارد و طول باند آن ۷۵۰ متر است. این فرودگاه در کشور ایالات متحده آمریکا قرار دارد و در ارتفاع ۹ متری از سطح دریا واقع شده است.